# Endropiodes
Endropiodes là một chi bướm đêm thuộc họ Geometridae.

## Các loài
- Endropiodes abjecta (Butler, 1879)
- Endropiodes indictinaria (Bremer, 1864)